# Nigminis
Els nigminis (Nygmiini) són una tribu de lepidòpters ditrisis de la família dels erèbids (Erebidae), subfamília Lymantriinae

## Descripció
Les femelles adultes d'aquesta tribu tenen un setè segment abdominal ampliat amb un floc escalat i empren aquesta adaptació per a protegir la seva massa d'ous.

## Gèneres
La tribu inclou els següents gèneres. Aquesta llista pot ser incompleta.
- Arna
- Artaxa
- Bembina
- Choerotricha
- Cozola
- Euproctis
- Lacida
- Medama
- Micromorphe
- Nygmia
- Orvasca
- Rhypotoses
- Somena
- Sphrageidus
- Sundaroa
- Toxoproctis

## Galeria

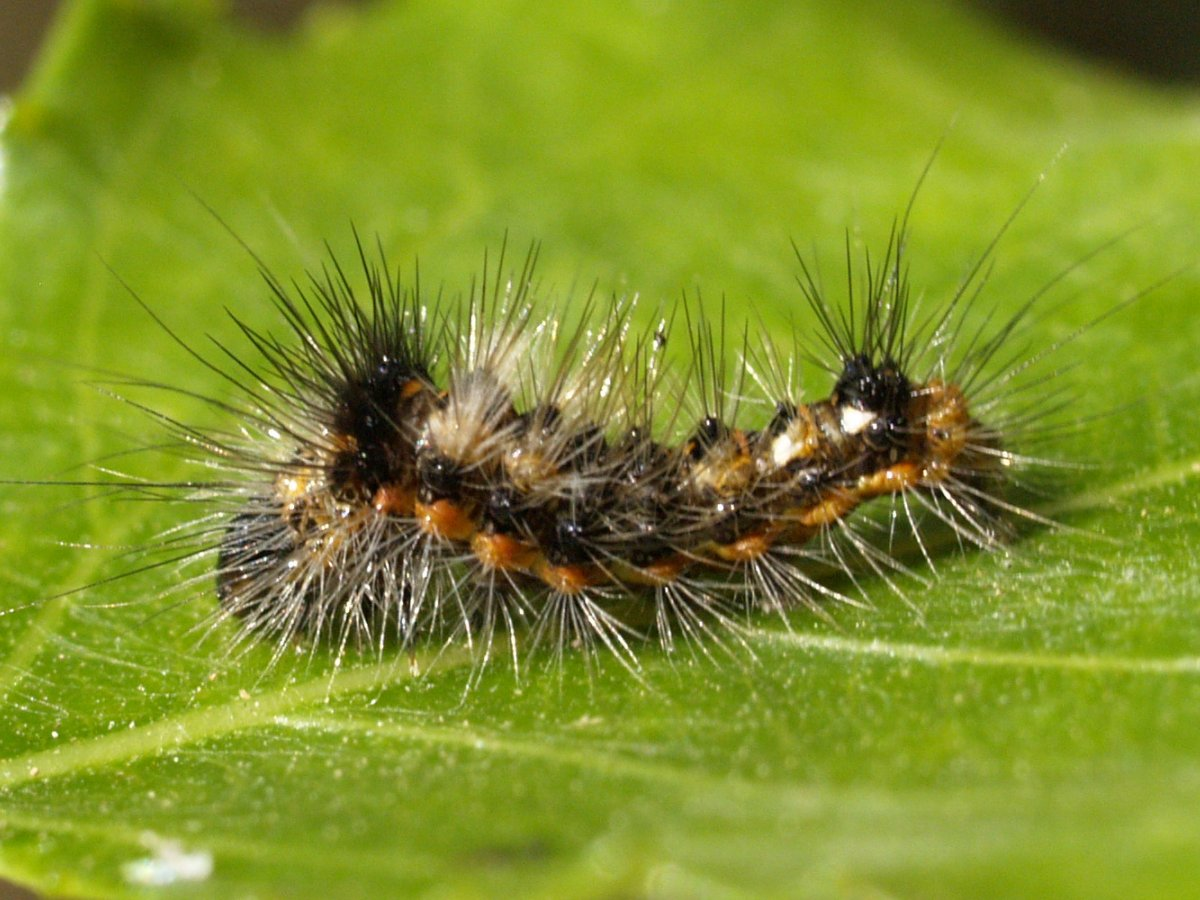
Euproctis similis larva
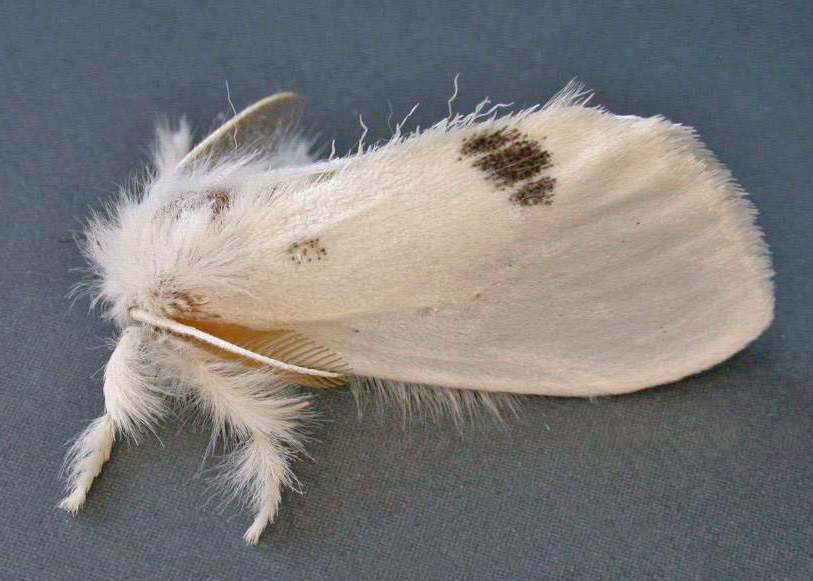
Euproctis similis mascle
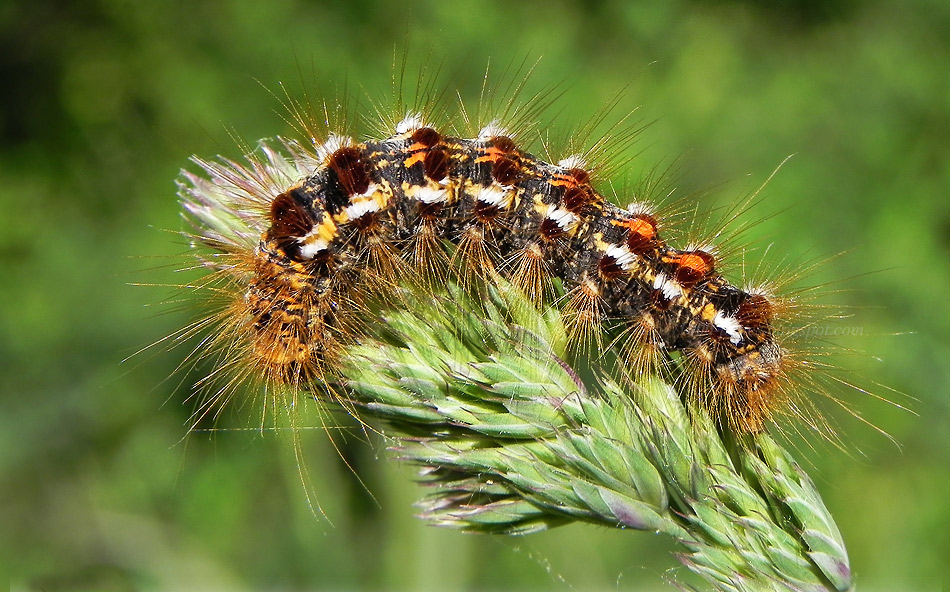
Larva d'Euproctis chrysorrhoea
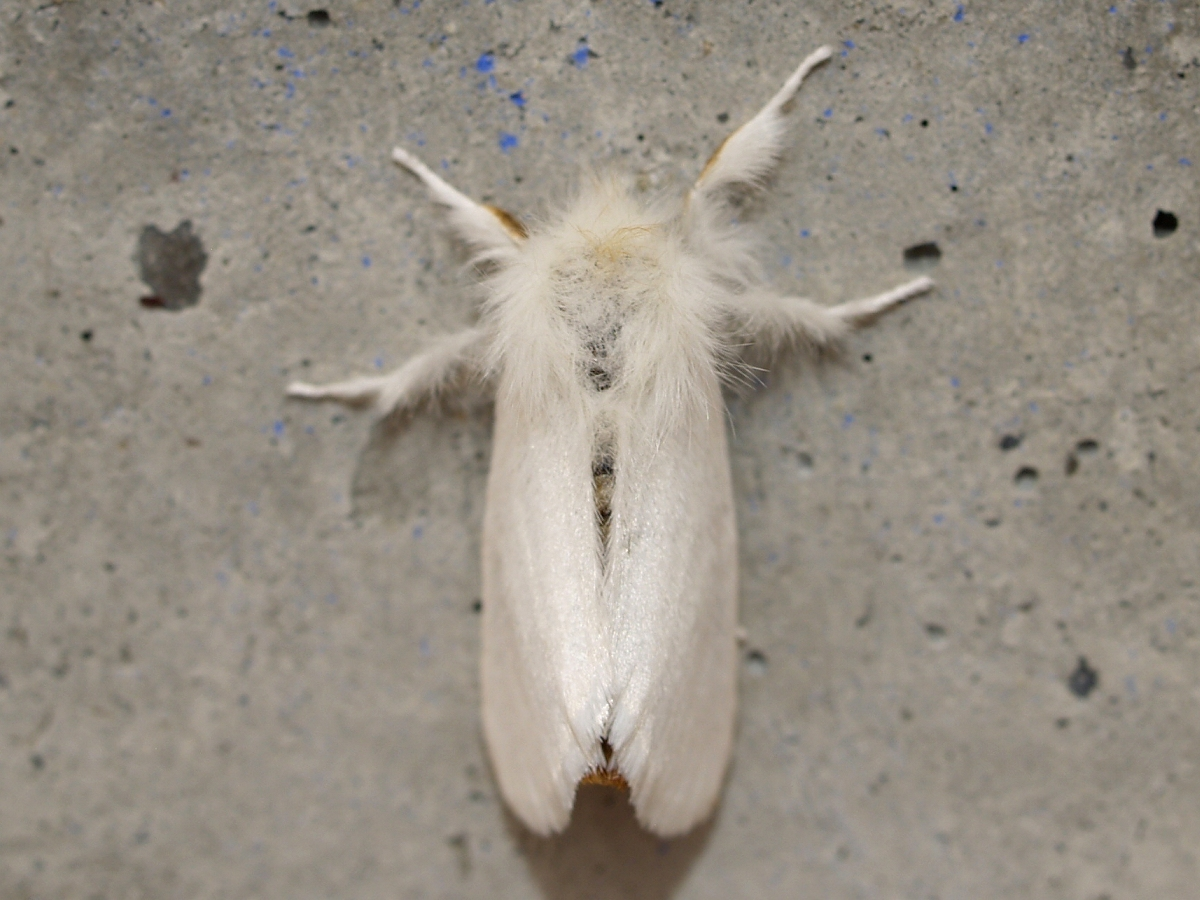
Euproctis chrysorrhoea